# Bernard Chevignard
Pour les articles homonymes, voir Chevignard.
Bernard Chevignard, né le 16 février 1913 au Havre, est un résistant français, fusillé au Mont-Valérien le 15 mars 1944, Compagnon de la Libération à titre posthume par décret du 20 janvier 1946.

## Biographie
Issu d'une famille de six enfants, il sera en scolarité à Paris où il fera partie de la 26e meute scoute « Saint François de Paule ».
En 1933, il devance l'appel pour effectuer son service militaire dans la cavalerie, tout d'abord au 8e régiment de dragons, puis au 3e bataillon de dragons.
Fait prisonnier en juin 1940, il s'évade, passe clandestinement la zone libre et s'engage aux chantiers de jeunesse. De retour à Paris en 1941, il participe au réseau Turma-Vengeance.
Les Allemands cherchent alors le jeune homme ; sa mère, hébergeant un aviateur américain, est déportée à Ravensbrück, d'où elle ne reviendra pas.
En août 1943, il est arrêté et torturé, puis fusillé avec Albert Koulmann, François Sachetti et André Tavernier, le 15 mars 1944.
En septembre de la même année, son frère Alain est tué, sans raison, par les Allemands lors de leur retraite à Charmes (Vosges).
En 1949, son corps est transféré dans le caveau familial du cimetière des Péjoces à Dijon.

## Décorations
- Chevalier de la Légion d'honneur
- Compagnon de la Libération à titre posthume par décret du 20 Janvier 1946[2]
- Croix de guerre 1939–1945 (2 citations)